# HD 28254 b
HD 28254 b (también conocido como HIP 20606 b) es un planeta extrasolar que orbita la estrella de tipo G de la secuencia principal HD 28254, localizado aproximadamente a 183 años luz, en la constelación de Dorado. Este planeta tiene al menos 1,16 veces la masa de Júpiter y tarda 3 años en completar su periodo orbital, con un semieje mayor de 2,01 UA. Sin embargo, a diferencia de la mayoría de los exoplanetas conocidos, su excentricidad no se conoce, pero es habitual que se desconozca su inclinación. Este planeta fue detectado por HARPS el 19 de octubre de 2009, junto con 29 otros planetas. El astrónomo Wladimir Lyra (2009) ha propuesto Enipeus como el nombre común posible para HD 28254 b.